# آنت مایکلسون
آنت مایکلسون (انگلیسی: Annette Michelson؛‏ ۷ نوامبر ۱۹۲۲ – ۱۷ سپتامبر ۲۰۱۸) نویسنده و منتقد فیلم و هنر اهل ایالات متحدهٔ آمریکا بود. آثار او در زمینه‌های مطالعات سینمایی و آوانگارد در فرهنگ بصری به پیشرفت این حوزه‌ها کمک کرد.

## پیشه
مایکلسون در سال ۱۹۲۲ زاده شد و در سال ۱۹۴۸ از کالج بروکلین فارغ‌التحصیل شد. بین سال‌های ۱۹۵۶ و ۱۹۶۶، او دبیر هنری نیویورک هرالد تریبون چاپ پاریس بود، در حالی که برای مجله‌های آرتز و آرت اینترنشنال نیز می‌نوشت. او به عنوان نویسنده برای آرت فروم کار می‌کرد، جایی که شماره‌های تأثیرگذاری دربارهٔ آیزنشتاین/برکج و شمارهٔ ویژهٔ فیلم در ۱۹۷۳ را سردبیری کرد. او همراه با جی لیدا، دپارتمان مطالعات سینمایی را در دانشگاه نیویورک تأسیس کرد. مایکلسون استاد بازنشستهٔ دپارتمان مطالعات سینمایی دانشگاه نیویورک بود.
با ترک آرت فروم در ۱۹۷۶، او با روزالیند کراوس ژورنال اکتبر را بنیان نهاد. اکتبر خوانندگان آمریکایی را با ایده‌های پساساختارگرایی فرانسوی آشنا کرد که به واسطهٔ میشل فوکو و رولان بارت مشهور شده بود. نخستین جستارهای مایکلسون برای این ژورنال شامل نوشته‌های بسیاری بر سرگئی آیزنشتاین و ژیگا ورتوف بود، همچنین ترجمه‌هایی از نوشته‌های ژرژ باتای. مایکلسون و کراوس در کنار ایو-آلن بوا، هال فاستر، بنجامین اچ.دی. بخلو، دنی هولیه، دیوید جوزلیت، کری لمبرت-بیتی، مینیون نیکسون، و مالکولم تروی در تحریریهٔ مجله ماندند.
در کنار ترجمه‌ها، جستارها و مقاله‌های بسیارش، مایکلسون سینما-چشم: نوشته‌های ژیگا ورتوف و سینما، سانسور و دولت:نوشته‌های ناگیسا اوشیما را ویراستاری کرد. در ۱۰ اوت ۲۰۱۵ بنیاد پژوهشی گتی اعلام کرد که مایکلسون تمام نوشته‌ها و آرشیوهایش را به این مؤسسه اهدا کرده‌است.
مایکلسون مجموعه‌ای از آثارش دربارهٔ سینمای تجربی و آوانگارد را در سال ۲۰۱۷ در قالب کتاب در دو قدمی آینده: گزیدهٔ نوشته‌های سینمایی منتشر کرد. این کتاب شامل جستارهایی دربارهٔ آثار مایا درن، استن برکج، مارسل دوشان، و … است. او در اثر زوال عقل در ۱۷ سپتامبر ۲۰۱۸ در خانه‌اش در منهتن درگذشت.